# Monti Ryōhaku
I monti Ryōhaku (両白山地?, Ryōhaku Sanchi) sono una catena montuosa che si estende attraverso le prefetture di Gifu, Toyama, Ishikawa, Fukui e Shiga del Giappone. Si divide nei Monti Kaetsu (加越山地 Kaetsu Sanchi), la cui vetta principale è il monte Haku, e nei monti Etsumi (越美山地 Etsumi Sanchi), la cui vetta principale è il monte Nōgōhaku. La catena deriva il suo nome dalle due vette principali, che hanno entrambe haku nei loro nomi. La maggior parte dei monti Ryōhaku è all'interno del parco nazionale di Hakusan.

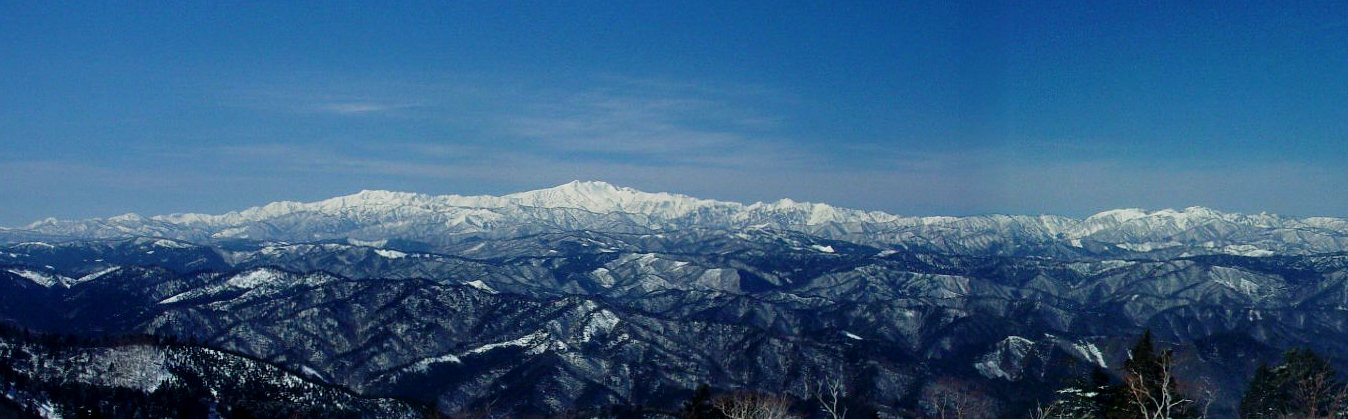
Panoramica dei monti Ryōhaku

## Vette principali

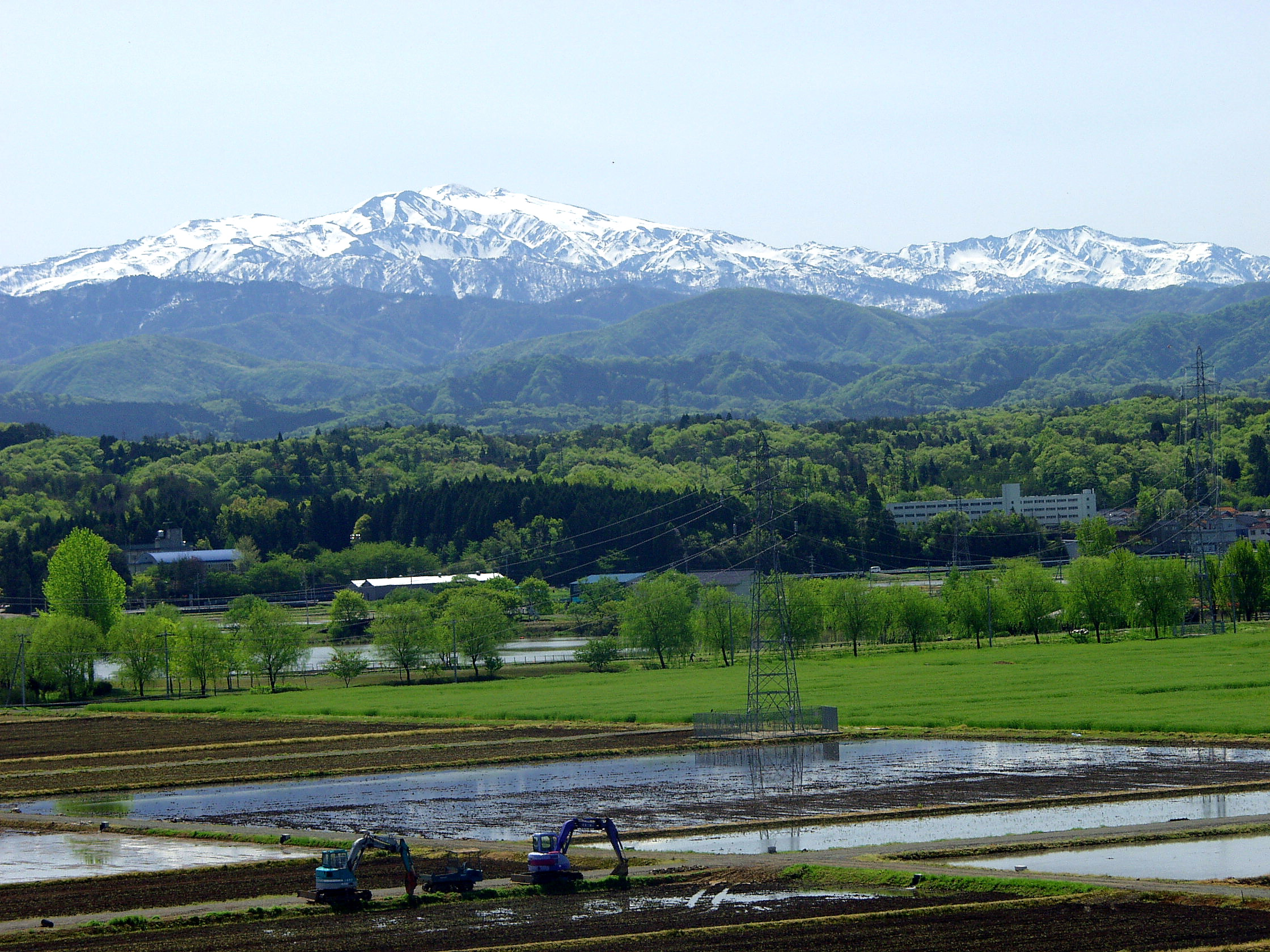
Monte Haku

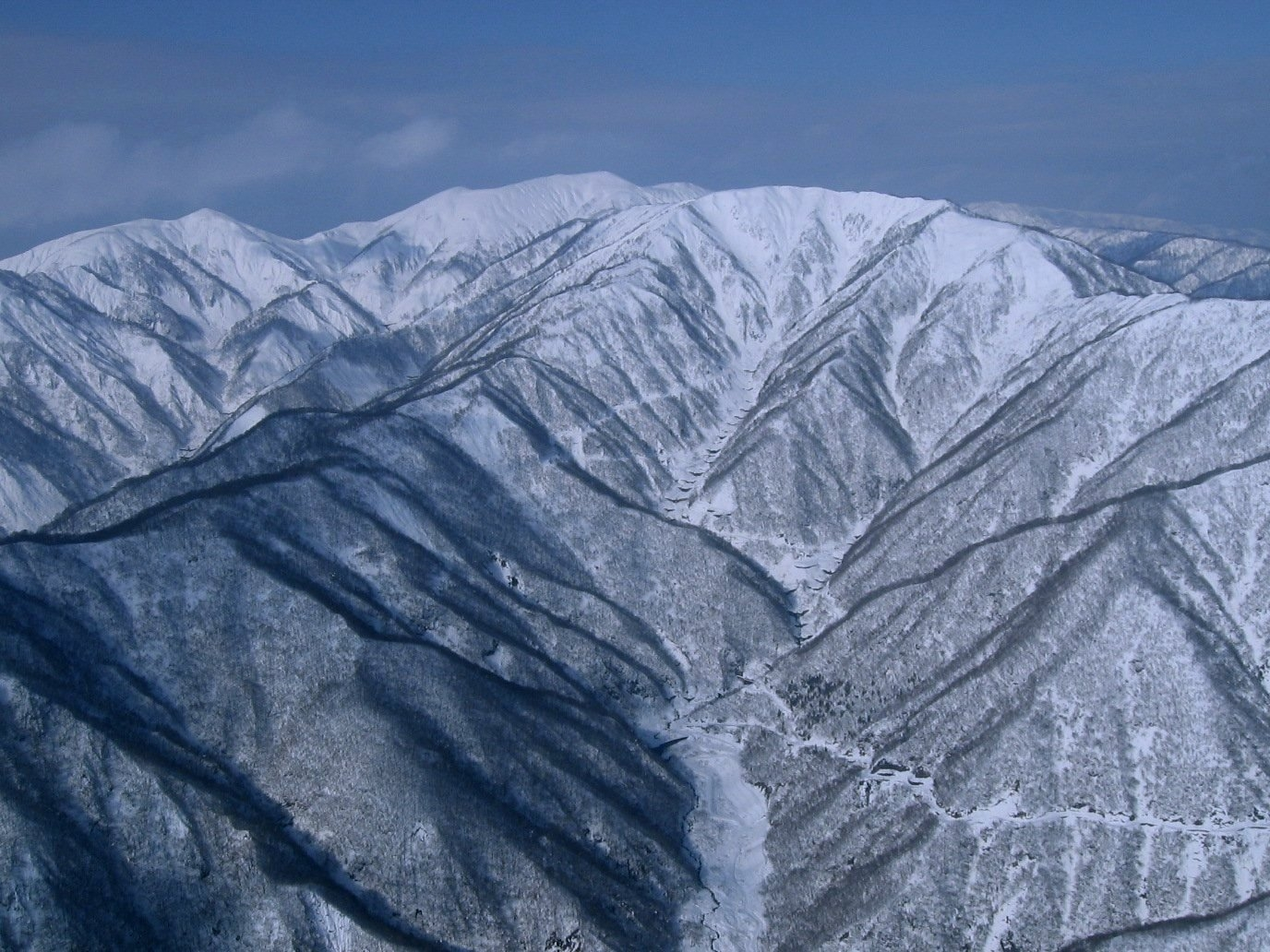
Monte Nōgōhaku

### Monti Kaetsu
- Monte Ōgasa (大笠山), 1.822 m
- Monte Oizuru, 1.841 m
- Monte Sanpōiwa (三方岩岳), 1.736 m
- Monte Nodanishōji (野谷荘司山), 1.797 m
- Monte Haku, 2.702 m
- Monte Bessan, 2.399 m
- Monte Sannomine, 2.128 m
- Monte Dainichi, 1.709 m

### Monti Etsumi
- Monte Heike (平家岳), 1.442 m
- Monte Nōgōhaku, 1.617 m
- Monte Byōbu (屏風山), 1.354 m
- Monte Kanmuri, 1.257 m
- Monte Sanshū (三周ヶ岳), 1.202 m
- Monte Mikuni, 1.209 m